# ジョン・ウェズリー・ヘインズ2世
ジョン・ウェズリー・ヘインズ2世(John Wesley Hanes II,1892.04.24 - 1987.12.24)は、アメリカの投資銀行家・経営再建家である。ヘインズ2世はアメリカ合衆国財務副長官を務めたほか、ニューヨーク競馬協会(NYRA；New York Racing Association)の会長となり、サラブレッドの生産者と馬主として、アメリカ競馬名誉の殿堂博物館に模範ホースマンとして殿堂入りしている。

## 生い立ち、家族と私生活
ヘインズ2世はノースカロライナ州のウィンストン・セーラムで生まれた。父はジョン・ウェズリー・ヘインズ1世 (John Wesley Hanes) 、母はアナ・ジャネット･H・ヘインズ (Anna Jannette Hodgin Hanes) という。父のヘインズ1世は衣料大手のヘインズの創業者である。ヘインズ1世はタバコ大手のR.J.レイノルズ・タバコ・カンパニーの大株主でもあった。
ヘインズ2世の兄であるロバート (en:Robert March Hanes, 1890-1959) は、1919年にワコビア銀行の出納係となり、1931年には頭取まで出世し、1956年に引退するまでその座にいた人物である。
ヘインズ2世はバージニア州マディソン郡のウドベリーフォレスト校 (en:Woodberry Forest School) を経て、イェール大学を1915年に卒業した。ヘインズ2世は兄に似て金融に長けていた。
ヘインズ2世は1916年にアグネス・ミッチェル (Agnes Mitchel) と結婚し、4人の子を儲けた。アグネスは1935年9月19日にニューヨーク州ライ (en:Rye (city), New York) の自宅で亡くなった。1937年にホープ・ヤンデル (Hope Yandell) と再婚し、1人の娘を儲けた。

## 職歴
ヘインズ2世は第一次世界大戦で海軍に従軍した。終戦後はニューヨーク市へ出てウォール街の株式仲買業者であるチャールズDバーニー社 (Charles D. Barney and Company。モルガン・スタンレー (en:Morgan Stanley Wealth Management) の前身) で債券のセールスマンとなった。
ヘインズ2世はすぐに頭角を現し、事務所の共同経営者となり、1935年までに社長 (senior partner) に昇格した。ヘインズ2世はニューヨーク証券取引所の理事 (governor) となり、その高い手腕を買ったフランクリン・ルーズベルト大統領によって1937年に証券取引委員会の委員に任じられた。
1938年5月、ルーズベルト大統領はヘインズ2世を財務省次官補 (Assistant Secretary of the Treasury) に任命した。さらに10月にはロズウェル・マギル(en:Roswell Magill)の後任としてアメリカ合衆国財務副長官に任命した。
ヘインズ2世の関心はもっぱら収支改善の研究(Revenue Revision Study)に向けられた。ヘインズ2世はその研究が一段落すると、1939年12月31日に辞任し、民間企業に戻ることにした。1940年アメリカ合衆国大統領選挙では、ヘインズ2世はルーズベルトではなく、対立候補のウェンデル・L・ウィルキーの支持に回ったが、選挙には敗れた。

### 財務再建のプロとして
1940年6月、経営不振に陥った船舶・運輸業のユナイテッド・ステーツ・ラインズ社 (en:United States Lines) と、その親会社のインターナショナル商船社 (en:International Mercantile Marine Co.) は、経営再建のためにヘインズ2世を雇い入れた。ヘインズ2世は取締役の一員となり、両社の執行委員 (executive committee) の委員長 (chairman) に指名された。
その1ヶ月後、ヘインズ2世の評判を聞いて、債務過多に苦しむ出版大手のハースト・コーポレーションもヘインズ2世を招聘した。ヘインズ2世はハースト社の取締役会に入り、財務委員会の委員長に指名された。
ヘインズ2世にはジョン・M・オーリン (en:John M. Olin) という長年の友人がいた。オーリンは化学製造業のオーリン社 (en:Olin Corporation) の代表取締役社長であったが、熱狂的な競馬ファンだった。ヘインズ2世は1949年から10年がかりでオーリン社の再建経営にも取り組み、32年にわたって同社の取締役を務めた。

## 競馬との関わり

### 生産者・馬主として
ヘインズを競馬の世界に引きずり込んだのは妻のホープだった。夫妻は持ち馬をアメリカ、イギリス、アイルランドで走らせた。さらに、マイバブー（1948年イギリス2000ギニー優勝馬）、ナシュア（1955年のアメリカ二冠馬）、ロイヤルチャージャーなどの一流種牡馬を共同所有者として購入した。夫妻の持ち馬として特に有名なのは、ジョン・M・オーリンやジョン・R・ゲインズと共同所有したボールドビッダー (en:Bold Bidder)（アメリカ古牡馬チャンピオン）である。
主な生産馬
- Idun（Leslie Combs IIとの共同生産） - 全米2・3歳牝馬チャンピオン
- アーテイアス（夫人名義） - エクリプスステークス英G1、サセックスステークス英G1勝ち馬。日本輸入種牡馬。

### 競馬会の重鎮として
ヘインズ2世は1968年から1970年まで、アメリカ競馬名誉の殿堂博物館の館長(President)を務めた。1982年には「模範ホースマン(Exemplar of Racing)」として名誉の殿堂入りを果たした。これは、2016年時点で、ヘインズ2世も含めて5人しか受けていないものである。
1953年にヘインズ2世はニューヨーク競馬協会(NYRA)の開催委員(steward)に選ばれ、1954年から1960年までは無報酬でNYRA会長を務めた。ヘインズ2世の在任中の1959年9月14日には、アケダクト競馬場の改築・新装開場が行われた。1960年に、ニューヨーク競馬記者協会(New York Turf Writers Association)はヘインズ2世を「競馬のために最も尽力した人物」と評した。ヘインズ2世は心臓の病のため、1961年の末にNYRAの職を退き、コネチカット州ニューロンドンのローレンス記念病院(Lawrence & Memorial Hospital)に入院した。